# Scheme (programski jezik)
Programski jezik scheme je funkcijski programski jezik in eno od dveh glavnih narečij programskega jezika lisp. V 1970. sta ga razvila Guy Lewis Steele in Gerald Jay Sussman, ter ga akademski srenji predstavila v vrsti člankov.

## Zgled programa
To je program, ki izračuna x-to Fibonaccijevo število:
```
(define fab
  (lambda (x)
    (if (< x 2)
      x
      (+ (fab (- x 1)) (fab (- x 2))))))
```